# Xlendi torony
A Xlendi torony (máltaiul: Torri tax-Xlendi) kis őrtorony Máltán, a Xlendi-öböl közelében. A Gozo szigetén megmaradt négy őrtorony közül ez a legrégebbi, 1650-ben épült. Egyike azoknak az erődtornyoknak, amelyeket az 57. máltai nagymester építtetett a szigetek partvédelmi hálózatának részeként. A torony a sziget déli partjának nyitott öbölpárját védte és Málta függetlenségéig katonai funkciót töltött be.

## Leírása
A torony alapterülete 35 négyzetméter, 12 méter magas, lapostetős, bejárata a szárazföld felől a felső emeleten nyílik. A belső tér kétszintes és szerkezeti kialakítása a többi Lascaris-toronyéhoz hasonló, de egyedi vonása, hogy a tenger felé néző oldala kinyúló, extra platformmal épült.

## Története

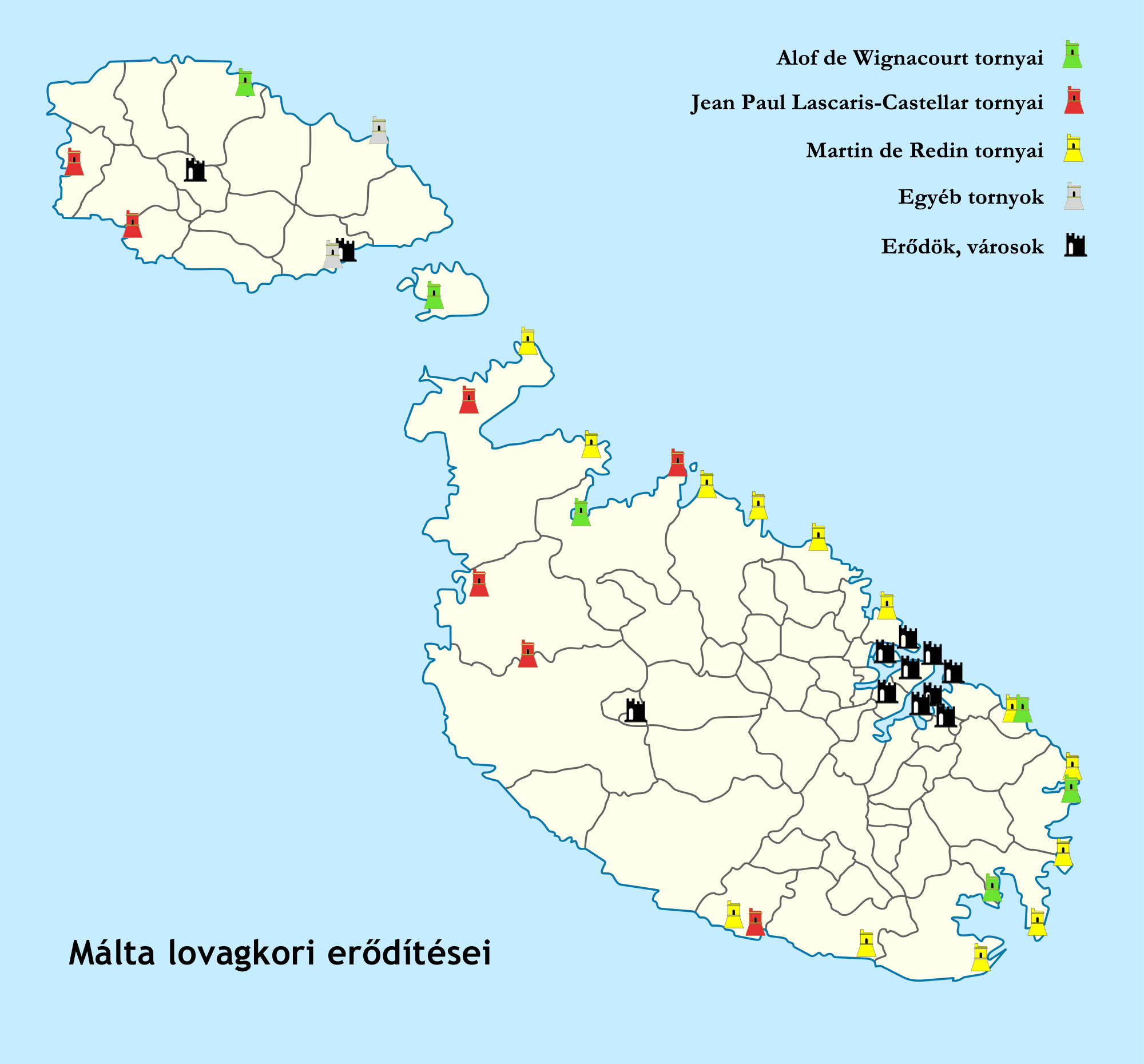
Málta 1530–1798 között épült partvédelmi rendszere

A Xlendi tornyot 1650-ben, Jean-Paul de Lascaris-Castellar nagymester idején emelték Ras il-Bajda szikláin. A toronyból szabad kilátás nyílik Gozo délnyugati partvonalára és a Comino-csatorna bejáratára. A Xlendi torony egészen 1871-ig a máltai partiőrség része volt. A lovagkori erődrendszeren belül éjjel tűz-, nappal füstjelekkel kommunikált. A Lascaris-tornyok építésének célja a partvonal őrzése volt, és hogy figyelmeztető lövésekkel elriassza vagy hátráltassa a parthoz közeledő csempészek, berber kalózok, vagy más ellenséges hajók kikötését. Emellett fontos szerepük volt a karanténelkerülők távoltartásában is, mivel az ispotályosok szigorú karanténszabályzattal rendelkeztek a szigetre érkező hajókkal szemben. Viszonylag kevés fegyverzettel rendelkezett; a folyamatos őrszolgálatot három, négy ember látta el.
1815 és 1871 között a torony legénysége a – ma brit – Királyi Máltai Tüzérség katonáiból állt, és a térség egyetlen védelmi épületeként jelentős biztonsági szerepe volt. Saját különítményparancsnok irányította, a véderőt pedig két 6 fontos vaságyú biztosította, amelyeket később két 4 fontos torkolattöltetű ágyúra cseréltek.
A második világháború idején a partiőrség megfigyelőállásaként működött.
1954-ben a tornyot magánszemélyeknek adták bérbe, de végül elhagyták. 2009 óta a torony Munxar helyi tanácsa és a Din l-Art Helwa alapítvány védelme alatt áll, amely szervezet Málta történelmi, művészeti, és természeti örökségének megőrzésére jött létre. A torony rekonstrukciós költségein a két szervezet egyenlően osztozik.

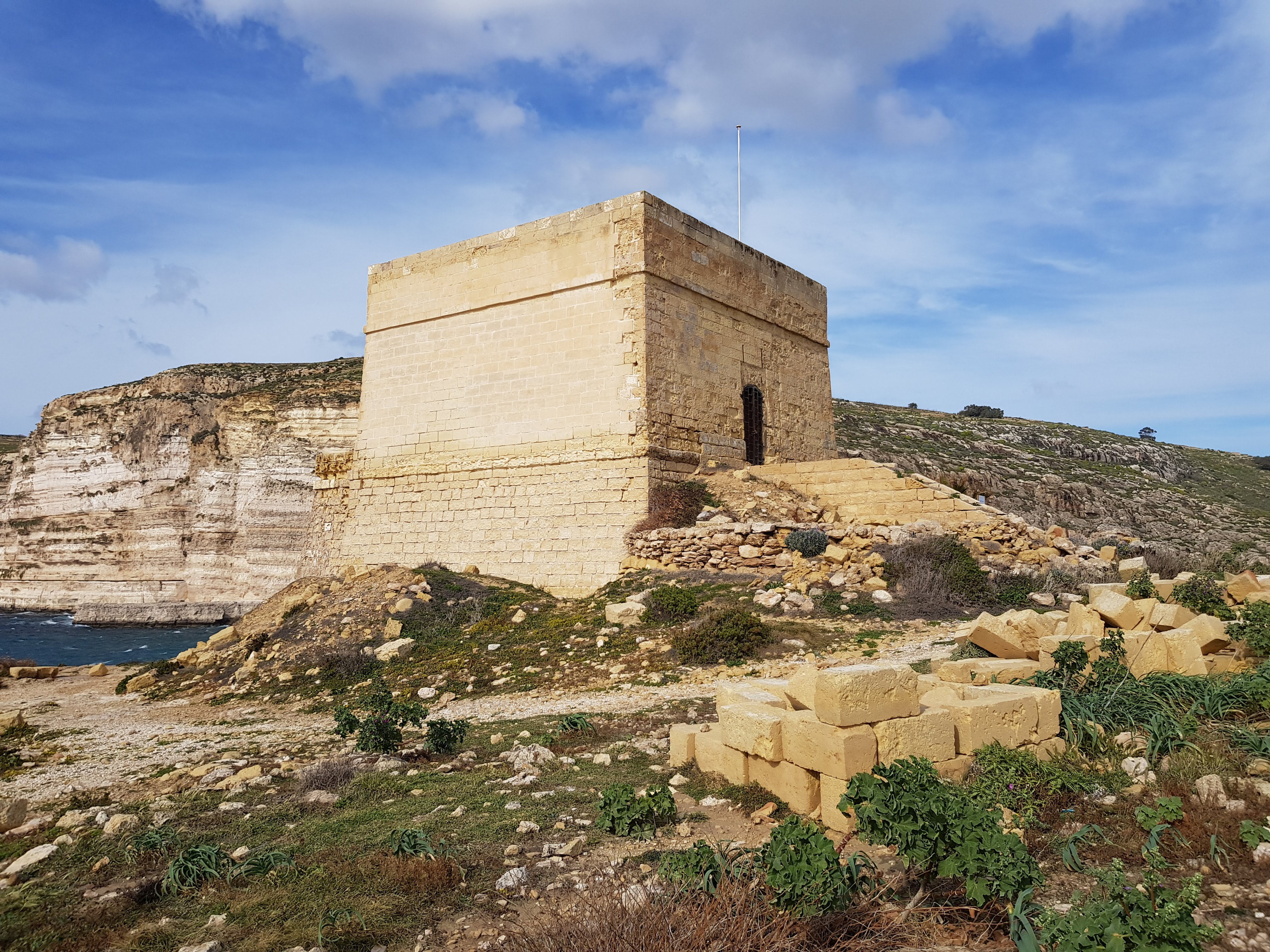
A Xlendi torony 2018-ban
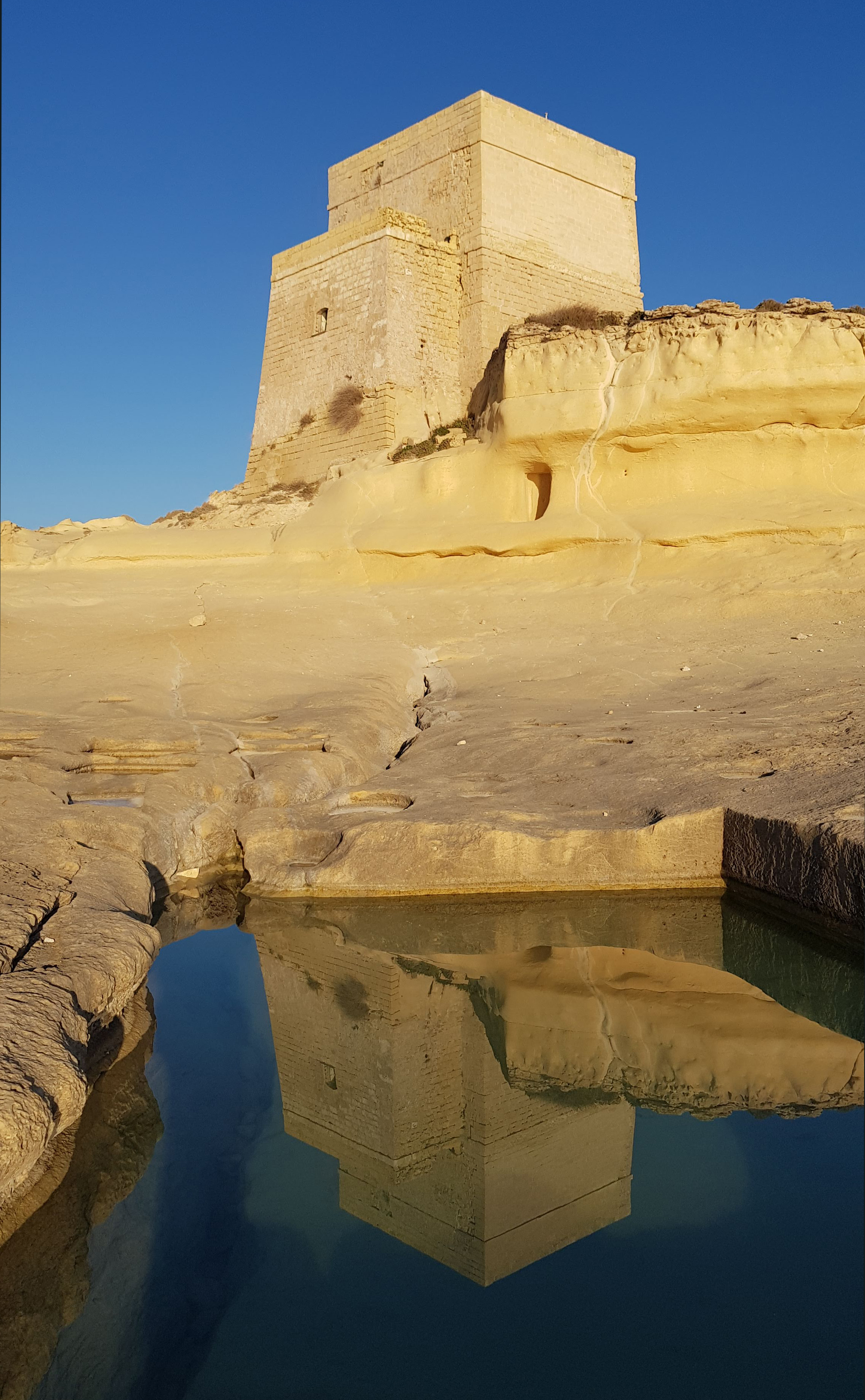
A torony és tükörképe egy parti sólepárló vizében
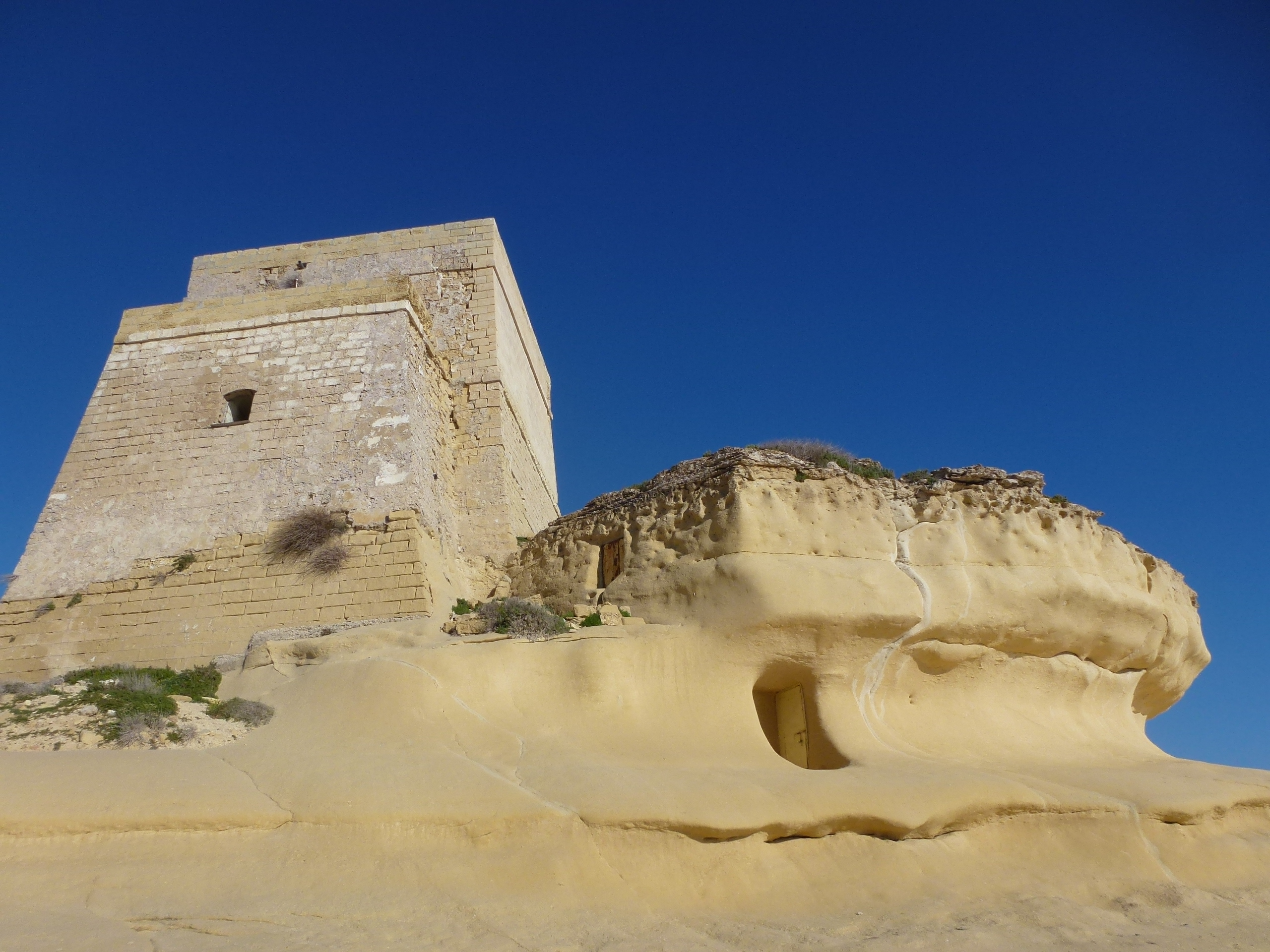
A torony tenger felőli oldala és a simára kopott Tar-Ras szikla

## Fordítás
Ez a szócikk részben vagy egészben  a   Xlendi Tower című angol Wikipédia-szócikk fordításán alapul.  Az eredeti cikk szerkesztőit annak laptörténete sorolja fel. Ez a jelzés csupán a megfogalmazás eredetét és a szerzői jogokat jelzi, nem szolgál a cikkben szereplő információk forrásmegjelöléseként.

## Külső hivatkozások
- A máltai szigetek kulturális javainak nemzeti jegyzéke
- Turisztikai kiadvány a Xlendi-öbölről